# Bashing
Bashing (cuvânt care înseamnă în limba engleză a lovi violent, a da o bătaie) este un anglicism folosit pentru a descrie „jocul“ sau forma de eliberare emoțională, care consistă în a denigra în mod colectiv o persoană sau un subiect. Atunci când bashing-ul are loc în piața publică, uneori este asemănător cu un „linșaj mediatic”. Dezvoltarea internetului și a rețelelor sociale a dat naștere unui nou domeniu de acțiune, permițând mult mai multor persoane să participe anonim la această "activitate" colectivă. 

## Utilizare în țări de limbă engleză

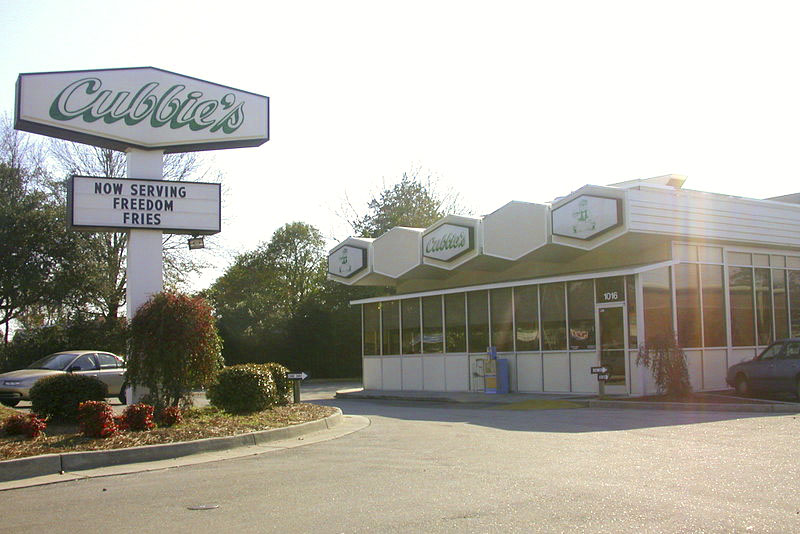
« Freedom Fries ” pe afiș.

În cursul anilor 1980, ostilitatea unora dintre americani împotriva Japoniei, a cărei activitate economică era înfloritoare atunci, este denumită în mod obișnuit «Japonia bashing ",. 
În Marea Britanie, uneori, acțiunile de „ciomăgeală” sunt desfășurate, în special în anii ’70 -’80, de grupuri de extrema dreaptă (skinheads etc.) împotriva  imigranților de origine pakistaneză, indiană, în general, asiatică,  ei folosind termenul foarte peiorativ „ paki bashing ”. 
Încă de la sfârșitul anilor '90, în țările de limbă engleză s-a folosit termenul "gay bashing” când era vorba dehomofobie. 
În timpul celui de- al doilea război din Golf, francezii - al căror guvern și președintele Republicii (apoi Dominique de Villepin și, respectiv, Jacques Chirac) erau ostili războiului - au constituit colectiv ținta "french bashing"-ului, când unii americani au schimbat sintagma "French fries" (cartofi pai), în "cartofi prăjiți ai libertății",. 
Personalități politice controversate au devenit adesea subiecte de „bashing”:   George W. Bush, Sarah Palin, Donald Trump, sau Boris Johnson. 
Dezvoltarea Internetului a dus la dezvoltarea recentă a unor noi forme de bashing, cum ar fi « bashing social ”, cu site-uri care încurajează ca anumiți oameni să fie „loviți” de oamenii din jurul lor, colegii lor sau chiar șeful lor, deoarece aceste site-uri permit defularea stărilor negative asupra acestor oameni atât cât se dorește, păstrând anonimatul, ceea ce garantează absența represaliilor.  
Alte subiecte foarte prezente pe Internet sunt, de asemenea, ținta bashing, cum este cazul Wikipedia, criticată uneori violent prin « Wikipedia bashing ”  . 
Într-un context mai ludic, dar care ilustrează distracția și defularea oferită de bashing, parcurile de distracții propun adesea copiilor standuri de "mole bashing” ("lovește țestoasa”), unde se pot dedica plăcerii de a lovi, cât de repede și cât de tare pot, micile capete ale unor țestoase-jucărie.